# Пирцхалаишвили, Джони Михайлович
Джони Михайлович Пирцхалаишвили (груз. ჯონი მიხეილის ძე ფირცხალაიშვილი; род. 22 мая 1947, Ланчхути) — грузинский военный, генерал-лейтенант.
Министр обороны Грузии с 15 сентября 1991 по 2 января 1992 года. Начальник генерального штаба вооружённых сил Грузии с 1998 по сентябрь 2003 года.

## Биография
Родился в 1947 году в Ланчхути.
В 1980-х годах командовал дивизией Советской армии на территории Украинской ССР. В 1988 году, после присвоения воинского звания генерал-майора, вышел в отставку по состоянию здоровья и был назначен военным комиссаром одной из областей Украины.
В сентябре 1991 года, после получения Грузией независимости, указом президента Звиада Гамсахурдии был назначен на должность министра обороны Грузии. В ходе декабрьского переворота, когда Гамсахурдия был свергнут силами Национальной гвардии и отрядов Мхедриони во главе с Тенгизом Китовани и Джабой Иоселиани, руководил обороной Дома правительства. После прихода к власти противников Гамсахурдии отошёл от дел; его преемником на посту министра стал Леван Шарашенидзе.
В феврале 1996 года указом нового президента Эдуарда Шеварднадзе назначен на должность командующего Сухопутными войсками Вооружённых сил Грузии, а в июне того же года стал первым заместителем министра обороны. Занимал прозападную позицию, также отстаивал необходимость расширения связей и тесного сотрудничества с Украиной, чему, не в последнюю очередь, способствовали связи генерала, полученные им во время службы на территории этой страны. Стал инициатором приезда в Грузию министра обороны Украины Александра Кузьмука и подписания нескольких важных соглашений в военной области. В июне 1997 года освобождён от должности командующего из-за конфликта с министром обороны Варденом Надибаидзе, занимавшем пророссийскую позицию и бывшим оппонентом Пирцхалаишвили по целому ряду вопросов.
В 1998 году Надибаидзе ушёл в отставку, его преемником стал Давид Тевзадзе; при нём Пирцхалаишвили занял должность начальника Генерального штаба ВС Грузии, где продолжил политику сотрудничества с Украиной и США. 17 июня 1999 года ему было присвоено воинское звание генерал-лейтенанта. В том же году грузинские войска приняли участие в миротворческой операции в Косово (это была первая операция подобного рода в истории ВС Грузии), а в 2003 году — в миротворческой миссии в Ираке. Во время его пребывания в должности планировалась поставка Украине зенитных ракет, которые должны быть размещены на границе с Россией, а также была введена в действие американская программа по вооружению и обучению Вооружённых сил Грузии. 15 сентября 2003 года Пирцхалаишвили подал в отставку с поста начальника Генерального штаба.
На парламентских выборах 2003 года выставил свою кандидатуру от блока Шеварднадзе «За новую Грузию» в Ланчхутском муниципалитете. После Революции роз результаты выборов были аннулированы, а Пирцхалаишвили отошёл от политической жизни.
В мае 2009 года МВД Грузии распространило информацию о якобы планировавшемся военном перевороте во главе с рядом отставных высокопоставленных военачальников и с участием 5000 российских солдат. В списке предполагаемых лидеров мятежа фигурировало и имя генерал-лейтенанта Пирцхалаишвили. Сам генерал отрицал свою причастность к заговору, заявив, что более пяти лет не видел людей, упомянутых в списке.

## Награды
- Орден Вахтанга Горгасала I степени (2003)[18].